# 道統
道統（どうとう）は、儒教において上古以来、儒教の道を伝えた「聖賢」の正統。宋代の儒学者によって唱えられた。朱子学の術語としては、孟子以後仏教や道教などの「異端」が栄え「道統」は廃れたが、周敦頤・程顥・程頤らがこれを復活。さらにそれを朱熹が引き継いだとし、朱子学が儒学の正統であると主張する根拠としている。考え方の萌芽は唐の韓愈の『原道』にすでにみえるが、教義的で史実とは判断しがたい。

## 概要
唐代中期の韓愈は、『原道』で「道」について
と記している。また、『送王秀才序』には
とある。韓愈によれば、「道」は堯-舜-禹-湯王-文王・武王・周公-孔子-孟軻（孟子）と伝えられ、孟軻の死後は後継がなく、確かに荀子と揚雄が出たが、彼らは正しい『道』を選び取ることができず、儒教を語るも詳細に欠いたと批判する。また、子思（孔子の孫）の学問は曾子（孔子の弟子）から引き継がれ、さらにそれを引き継いだのが孟子であるという。この「孔子-曾子-子思-孟子」という道の伝授の確定は、そのまま「四書」の表彰に繋がる。朱熹『孟子集注』孟子序説には『原道』が引用され、加えて二程の評価を引用している。二程は、韓愈が道統に孟子を含み入れたことは前人を踏襲したものではなく、自分勝手のものでもなく、おそらく根拠を有するものであろうと判断している。
宋代に入ると、孔孟の道を継承しそれを宣揚しようという道学の意識をもって問題にされる。南宋の朱熹は、『論語』は孔子、『大学』は曾子、『中庸』は子思、『孟子』は孟子のそれぞれの思想を伝える重要な書物とみなした。これが「四書」であるが、朱熹は「孔子-曾子-子思-孟子」と受け継がれた学問の系譜を「道統」と呼んだ。さらに朱熹は孟子以降断絶していた系譜が北宋の四先生（周敦頤・程顥・程頤・張載）によって復活され、この系統を朱熹自身が継承したと主張した。